# Sierramadrekråka
Sierramadrekråka (Corvus sierramadrensis) är en fågel i familjen kråkfåglar inom ordningen tättingar.

## Utseende och läte
Sierramadrekråkan är en liten och svart kråka. På närhåll syns att fjäderdräkten är mörkt blåglänsande. Jämfört med den mycket vanligare filippinkråkan är samarkråkan mer storhövdad samt har en bar fläck bakom ögat och något kraftigare näbb. Lätena består av rätt ljusa kraxanden.

## Utbredning och systematik
Sierramadrekråkan förekommer endast på Luzon i norra Filippinerna. Den kategoriserades tidigare som underart till Corvus samarensis eller som en del av sundakråkan (C. enca) när den senare inkluderade den förra. Sedan 2024 urskiljs den som egen art baserat på skillnader i läten och morfologi.

## Levnadssätt
Sierramadrekråkan är en ovanlig art som är begränsad till bergsskogar. Den påträffas ofta enstaka, i par eller i småflockar i flykt över skogen.

## Status och hot
Internationella naturvårdsunionen IUCN erkänner den inte som art, varför den inte placeras i någon hotkategori.